# Hanna Orlik
Hanna Orlik (belarussisch Ганна Орлік, englisch Anna Orlik; * 5. März 1993 in Minsk) ist eine ehemalige belarussische Tennisspielerin.

## Karriere
Orlik begann mit fünf Jahren das Tennisspielen und bevorzugt Hartplätze. Sie spielt vorrangig auf des ITF Women’s Circuit, wo sie sechs Titel im Doppel gewann.
2008 erhielt sie im April eine Wildcard für das Hauptfeld im Dameneinzel bei den Bausch & Lomb Championships, ihrem ersten Turnier auf der WTA Tour, wo sie in der ersten Runde gegen Sybille Bammer mit 3:6 und 6:72 verlor. Bei den French Open erreichte sie im Juniorinneneinzel mit einem 6:0 und 6:1 über Poojashree Venkatesha die zweite Runde, in der sie dann Polona Hercog mit 1:6 und 3:6 unterlag. In Wimbledon scheiterte sie im Juniorinneneinzel bereits in der ersten Runde mit 2:6 und 1:6 an Yang Zi-Jun. Im Juniorinnendoppel scheiterte sie mit Partnerin Marta Sirotkina ebenfalls bereits in der ersten Runde mit 3:6, 6:4 und 3:6 an Elena Chernyakova und Nikola Hofmanova. Mit Laura Robson gewann sie das J1 Bradenton.
2009 erreichte sie bei den Australian Open sowohl im Juniorinneneinzel als auch mit Partnerin Laura Robson im Juniorinnendoppel das Viertelfinale. Ende Februar erhielt sie eine Wildcard für das Hauptfeld im Damendoppel der Abierto Mexicano Telcel, ihrem zweiten Turnier der WTA Tour, wo sie aber bereits in der ersten Runde gegen Ágnes Szávay mit 5:7 und 5:7 verlor. Bei den French Open erreichte sie im Juniorinneneinzel als Qualifikantin die zweite Runde, was ihr auch mit Partnerin Laura Robson im Juniorinnendoppel gelang. Auch bei den US Open erreichte sie im Juniorinneneinzel die zweite Runde.
2010 erhielt sie eine Wildcard für die Qualifikation zum Hauptfeld im Dameneinzel der Abierto Mexicano Telcel, wo sie in der ersten Runde gegen Lucie Hradecká mit 5:7, 7:68 und 0:6 verlor. Ende 2010 trat sie zurück und spielte seither kein weiteres Profi-Tennisturnier.
2013 sah man sie bei einem U12-Turnier in Portugal bei den Braga Open mit belarussischen Nachwuchsspielern.

## Turniersiege

### Doppel
| Nr. | Datum            | Turnier     | Kategorie   | Belag     | Partnerin            | Finalgegnerinnen                 | Ergebnis         |
| --- | ---------------- | ----------- | ----------- | --------- | -------------------- | -------------------------------- | ---------------- |
| 1.  | 18. Oktober 2008 | St. Louis   | ITF $10.000 | Hartplatz | Anda Perianu         | Tomoko Dokei Mami Inoue          | 6:2, 6:1         |
| 2.  | 22. März 2009    | Redding     | ITF $25.000 | Hartplatz | Maša Zec Peškirič    | Alexandra Panowa Tomoko Yonemura | 7:64, 6:4        |
| 3.  | August 2009      | Savitaipale | ITF $10.000 | Sand      | Diāna Marcinkēviča   | Malou Ejdesgaard Ester Masuri    | 4:6, 6:2, [10:5] |
| 4.  | August 2009      | Tallinn     | ITF $10.000 | Hartplatz | Diāna Marcinkēviča   | Jade Hopper Lisa Marshall        | 6:1, 0:6, [10:7] |
| 5.  | 24. Oktober 2009 | Antalya     | ITF $10.000 | Sand      | Kateřina Vaňková     | Sofija Kowalez Kateryna Koslowa  | 6:3, 6:0         |
| 6.  | 9. Oktober 2010  | Antalya     | ITF $10.000 | Sand      | Wiktorija Kamenskaja | Chantal Škamlová Monika Tůmová   | 7:66, 6:4        |